# Phacelia congesta
Espèce
Classification phylogénétique
Phacelia congesta est une plante herbacée de la famille des Hydrophyllaceae, ou des Boraginaceae selon la classification phylogénétique.